# Standardna devijacija
Standardna devijacija je statistički pojam koji označava mjeru raspršenosti podataka u skupu. Interpretira se kao prosječno odstupanje od prosjeka i to u apsolutnom iznosu.
Matematička notacija standardne devijacije:
{\displaystyle \sigma ={\sqrt {{\frac {1}{N-1}}\sum _{i=1}^{N}(x_{i}-{\overline {x}})^{2}}}}.